# Dos vidas (película)
Dos vidas es una película española de drama estrenada en 1952, dirigida por Emilio Poveda y protagonizada en los papeles principales por Patricia Morán, Armando Moreno, María Rivas y Rosario García Ortega.

## Sinopsis
Caridad, una mujer bondadosa, y Angélica, excesivamente apasionada, se enamoran del mismo hombre.

## Reparto
- Rosario García Ortega
- Armando Moreno
- Patricia Morán
- Miguel Pastor
- María Rivas
- Emilia Clement
- Alberto Fernández